# Prezidentské volby ve Finsku 2018
Finské prezidentské volby v roce 2018 pro zvolení prezidenta Finské republiky na funkční období 2018–2024 se konaly dne 28. ledna 2018 (tj. o čtvrté neděli měsíce ledna). Případné druhé kolo mělo být konáno o dva týdny později, tj. v neděli 11. února 2018. Možnosti předběžného hlasování mohli finští voliči využít v prvním kole v době 17. ledna − 23. ledna 2018 a v druhém kole 31. ledna − 6. února 2018.
Vítězem voleb se stal hned v prvním kole konzervativec Sauli Niinistö, který obhájil svůj mandát.

## Termín voleb
Finská poslanecká sněmovna (Eduskunta) původně plánovala přesun všech státních voleb na třetí neděli měsíce dubna, čímž mohlo dojít k tomu, že první kolo prezidentské volby by se uskutečnilo dne 15. dubna 2018 (společně s krajskými volbami) a druhé kolo 29. dubna 2018. Nakonec se ale zákonná novelizace termínu prezidentských voleb nijak nedotkla, protože novelizace zákona o krajích a tím i krajské volby byly odloženy na pozdější dobu.

## Kandidáti
Kandidáty byli bývalý finský ministerský předseda Matti Vanhanen (za centristy), neúspěšný prezidentský kandidát z voleb roku 2012 Pekka Haavisto (za Zelené), jenž byl druhý v prvním kole a prohrál v kole druhém, poslankyně a bývalá ministryně školství a práce a sociálních věcí Tuula Haatainenová (za finské sociální demokraty), Merja Kyllönenová (za Levicový svaz), Nils Torvalds (za Švédskou lidovou stranu zastupující finské švédskojazyčné obyvatelstvo) a Laura Huhtasaariová (za Pravé Finy). Úřadující prezident, konzervativec Sauli Niinistö měl ještě možnost kandidovat podruhé, a o svůj úřad se podruhé ucházel prostřednictvím nikoliv své strany, ale sdružení voličů, k čemuž potřeboval souhlas dvaceti tisíc finských občanů. Niinistöa ale podpořila i jeho domovská strana a kromě ní i někteří odštěpenci od populistických Pravých Finů z uskupení tzv. Modré budoucnosti i finští křesťanští demokraté. Prostřednictvím sdružení voličů se o prezidentský post rovněž ucházel Paavo Väyrynen, předseda Občanské strany (na tento post kvůli kandidatuře rezignoval) a dřívější dlouholetý člen centristické strany, který se o prezidentství za toto uskupení ucházel v letech 1988, 1994 a 2012.
Prostřednictvím sdružení voličů se o post prezidenta také chtěli ucházet šéfredaktor Ilja Janitskin či občanský aktivista Petri Hirvimäki, ale nakonec k tomu nedošlo.

## Průzkumy pro první kolo volby
Ze všech průzkumů vystupoval jako jasný vítěz úřadující finský prezident Sauli Niinistö, jenž by podle všech průzkumů vyhrál již první kolo, v němž je nutné získat nejméně polovinu všech odevzdaných hlasů plus minimálně jeden hlas navíc.
Podle průzkumu objednaného večerníkem Ilta-Sanomat na konci roku 2015 by ve volbách 2018 65 % rozhodnutých voličů volilo současného prezidenta Sauliho Niinistöa, kandidoval-li by; na druhém místě by se umístil Pekka Haavisto za Zelené, kterého by volilo 15 % voličů. Jiného kandidáta by volilo 9 % respondentů a na otázku nedokázalo odpovědět 11 %. Pokud by Niinistö nekandidoval, Haavista by volilo 32 %, tehdejšího finského předsedu vlády, centristu Juhu Sipiläho 21 %, bývalého finského ministerského předsedu a ministra financí, konzervativce Alexandera Stubba 9 % a tehdejšího představitele populistických Pravých Finů Tima Soiniho 6 % voličů.
Podle zdroje TNS v průzkumu z dubna 2017 vyjádřilo svou podporu Niinistöovi 66 % voličů, Haavistovi 19 %, sociálnímu demokratovi Eerovi Heinäluomovi 5 %, Mattimu Vanhanenovi 4 %, Merje Kyllönenové 3 %, Sampovi Terhovi (tehdy) zastupujícímu populistické Pravé Finy 1 % a jiným kandidátům rovněž 1 % voličů. Zdroje Taloustutkimus a Tietoykkönen přisoudily v květnu, respektive na přelomu května a června 2017 Niinistöovi 72, resp. 62 % hlasů. Haavisto by obdržel 12 (11) %, Heinäluoma 3 %, Vanhanen 3 (1) %, Kyllönenová 2 (2) %, Terho 1 %, Essayah (křesťanští demokraté) 1 (0) %, Torvalds nebyl ještě zahrnut / 1 %, jiný kandidát 2 (7) %, na otázku nedokázalo odpovědět 5 (12) % respondentů. V druhém uvedeném průzkumu se pro Haatainen, Lauru Huhtasaariovou za Pravé Finy a Väyrynena vyslovilo po 1 % respondentů.
Průzkum Taloustutkimus přisoudil v srpnu 2017 Niinistöovi 60 % hlasů. Haavisto by obdržel 12 %, Vanhanen 3 %, Kyllönenová 2 %, Huhtasaariová 4 %, Väyrynen 2 %, Torvalds 1 %, jiný kandidát 5 %, na otázku nedokázalo odpovědět 9 % respondentů. Zářijový průzkum TNS přisoudil Niinistöovi 68 % hlasů. Haavisto by obdržel 13 %, Haatainenová 3 %, Vanhanen 2 %, Kyllönenová 2 %, Huhtasaariová 3 %, na otázku nedokázalo odpovědět 10 % respondentů.
Průzkum Taloustutkimus přisoudil v říjnu 2017 Niinistöovi 76 % hlasů. Haavisto by obdržel 14 %, Haatainenová 1 %, Vanhanen 2 %, Kyllönenová 2 %, Huhtasaariová 3 %, Torvalds 1 %, jiný kandidát 1 %. Říjnový průzkum Tietoykkönen přisoudil Niinistöovi 60 % hlasů. Haavisto by obdržel 10 %, Haatainenová 3 %, Vanhanen 2 %, Kyllönenová 3 %, Huhtasaariová 4 %, Väyrynen 1 %, jiný kandidát 2 %; na otázku nedokázalo odpovědět 14 % respondentů.

## Průzkumy pro druhé kolo volby
I průzkumy výsledků pro druhé kolo prezidentské volby, pakliže by se konalo, hovořily zcela jasně pro Sauliho Niinistöa.
V druhém kole by podle květnového průzkumu Taloustutkimus dopadl duel Niinistö - Haavisto 76 % : 19 % (nerozhodnutých je 5 % respondentů). Podle srpnového průzkumu Taloustutkimus by Niinistö zvítězil nad Haavistem poměrem 70 % : 22 % hlasů (nerozhodnutých je 8 % respondentů), nad Huhtasaariovou ještě větším poměrem 87 % : 7 % hlasů (nerozhodnutých je 6 % respondentů) a nad sociálnědemokratickou političkou Maarit Kristiinou Feldt-Rantou poměrem 81 % : 9 % hlasů (nerozhodnutých je 10 % respondentů). Podle zářijového průzkumu TNS by Niinistö zvítězil nad Haavistem poměrem 77 % : 16 % hlasů (nerozhodnutých je 7 % respondentů), nad Huhtasaariovou ještě větším poměrem 87 % : 4 % hlasů (nerozhodnutých je 9 % respondentů), nad Haatainenovou poměrem 85 % : 6 % hlasů (nerozhodnutých je 9 % respondentů) a nad Vanhanenem poměrem 89 % : 3 % hlasů (nerozhodnutých je 8 % respondentů). Podle říjnového průzkumu Taloustutkimus by Niinistö zvítězil nad Haavistem poměrem 82 % : 18 % hlasů, nad Haatainenovou i Kyllönenovou poměrem 94 % : 6 % hlasů a nad Huhtasaariovou i Vanhanenem poměrem 96 % : 4 % hlasů.

## Výsledky
V oznámeném termínu 28. ledna 2018 se konalo první kolo voleb. V něm získal favorizovaný kandidát Sauli Niinistö 62,7 % hlasů, což znamená, že zvítězil a druhé kolo konáno nebude. Celkem bylo odevzdáno 3 001 325 hlasů, z toho menšina (1 413 803) v řádný den voleb a většina (1 587 522) v předběžném korespondenčním hlasování trvajícím jeden týden (17. – 23. ledna). Na druhém místě uspěl Pekka Haavisto (Zelení) s 12,4 % hlasů, na třetím Laura Huhtasaariová s 6,9 % hlasů, na čtvrtém Paava Väyrynen s 6,2 % hlasů. O další místa se dělí Matti Vanhanen (Finský střed) s 4,1 % hlasů, Tuula Haatainenová (Finská sociální demokracie) s 3,3 % hlasů, Merja Kyllönenová (Levicový svaz) s 3,0 % hlasů a Nils Torvalds (Švédská lidová strana) s 1,5 % hlasů.